# 博諾茨米爾 (密蘇里州)
博諾茨米爾（英語：Bonnots Mill）是位於美國密蘇里州歐塞奇縣的非建制地區。

## 歷史
博諾茨米爾自1892年營運至今。

## 地理
博諾茨米爾所處的海拔為高於海平面164米（即538英呎），而該地所採用的時區為UTC-6，即北美中部時區（CST）。同時該地設有夏令時間，為UTC-6調快一小時，即UTC-5（CDT）。